# 디지털 리터러시

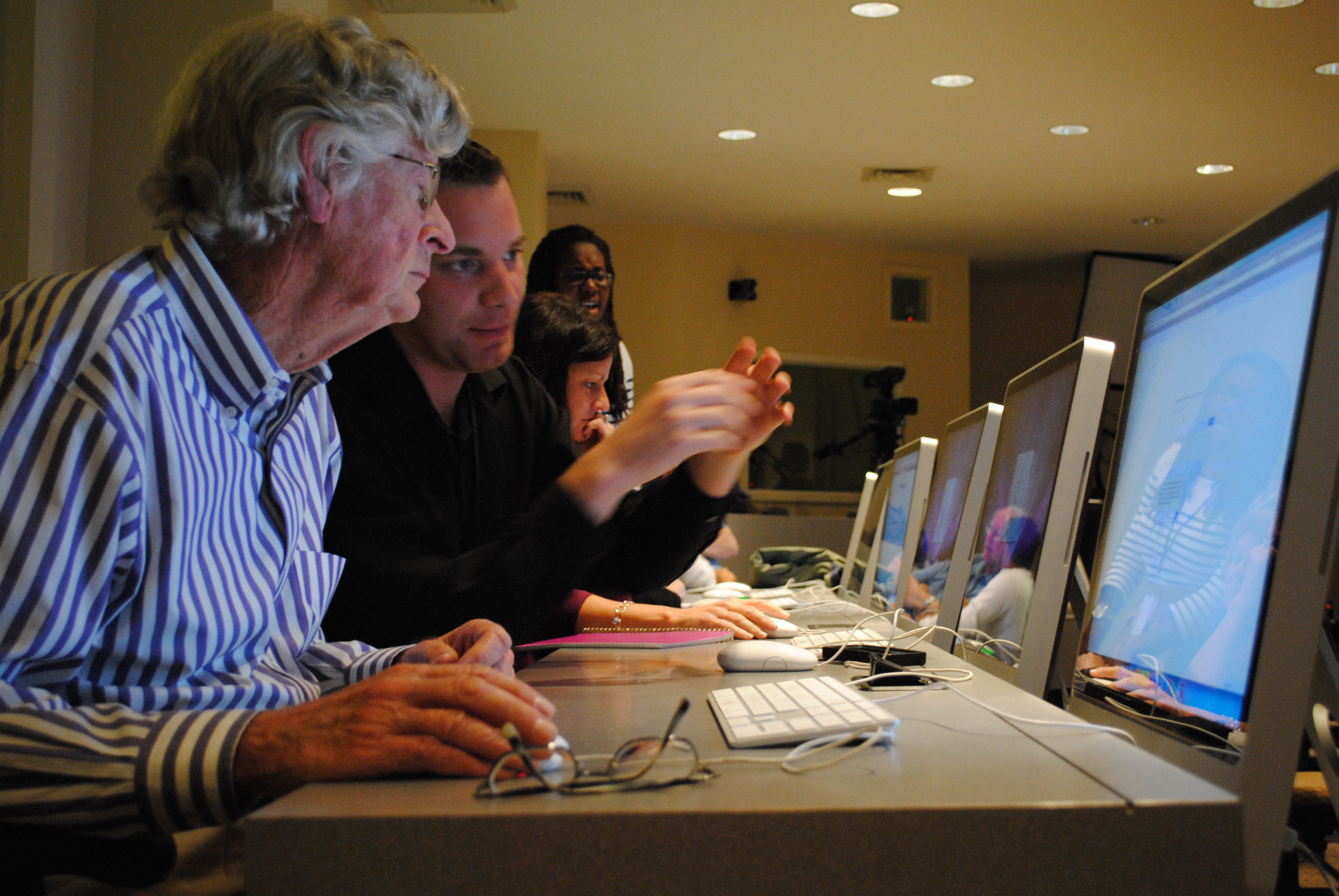
정보 격차는 디지털 리터러시 형성의 큰 장애물이다. 그 때문에 오히려 노인이 청년에게 디지털 기기의 활용법을 배우는 경우도 흔하다.

디지털 리터러시(digital literacy) 또는 디지털 문해력은 디지털 플랫폼의 다양한 미디어를 접하면서 명확한 정보를 찾고, 평가하고, 조합하는 개인의 능력을 뜻한다.
디지털 리터러시의 개념은 각자 자신에게 주어진 컴퓨터를 활용하는 기술을 가르치는 데 초점을 둔 컴퓨터 활용 교육 시절부터 등장하였으나, 인터넷의 발달과 모바일 기기의 출현, 그리고 소셜 미디어의 확장으로 단순히 기기를 사용하는 방법만이 아니라 정보를 다루고 가공하는 일까지 범위를 확장하게 되었다. 디지털 리터러시는 전통적인 문해력의 개념을 대체하는 것은 아니지만 그것을 확장하여 발달 시킨 개념이다. 따라서 전통적으로 리터러시(영어: literacy)의 번역으로 사용된 문해(文解)라는 낱말이 내포한 텍스트를 이해하고 분석한다는 의미 만으로 미디어 리터러시나 디지털 리터러시를 다 표현할 수 없어서 보통은 문해 보다 리터러시라고 표기하는 추세이다. 디지털 리터러시는 일반적으로 지식의 형성 수단에 속하는 활동과 그에 따른 역량으로 다루어진다.:16
디지털 리터러시는 문해력을 다루는 사회 과학 분야로 시각 리터러시, 컴퓨터 리터러시, 정보 리터러시, 디지털 미디어 리터러시 등의 개념을 포괄한다. 또한 다양한 학문 분야가 디지털 리터러시와 개념을 서로 나누고 성과를 공유하고 있으며 특히 인터넷을 통한 교육 방면에서 점차 확대되고 있다.
디지털 리터러시의 개념적 정의는 최근 UNESCO에서 종합하여 정의하고 있다. “디지털 리터러시는 직장, 일자리, 창업과 같은 목적을 갖고 디지털 기술을활용하여 정보를 안정하고, 적절하게 탐색하고, 관리하고, 이해하고, 통합하고, 소통하고, 평가하고, 창조할 수 있는 능력이다. 디지털 소양은 컴퓨터 리터러시, ICT 리터러시, 정보 리터러시, 미디어 리터러시에서 적용된 역량을 복합적으로 포함하고 있다(UNESCO, 2018).” 국내 연구에서는 디지털 리터러시를 “디지털 사회 구성원으로서의 자주적인 삶을 살아가기 위해 필요한 기본소양으로 윤리적 태도를 가지고 디지털 기술을 이해·활용하여 정보의 탐색 및 관리, 창작을 통해 문제를 해결하는 실천적 역량”으로 정의하고 있다.
디지털리터러시협회는 디지털 리터러시를 좀더 확장된 개념으로 접근하여 "디지털 시대를 살아가는 데 필요한 모든 삶의 역량"으로 정의한다. 디지털과 아날로그의 경계가 점점 모호해지고, 디지털을 사용할지 말지를 판단하는 것부터 디지털 리터러시에 포함되어야 하기 때문에 디지털 사용을 전제로 한 개념 정의에서 벗어나 디지털 시대를 사는 데 필요한 전반적인 역량으로 정의해야 한다고 주장한다. 또한 디지털 리터러시의 하위 개념에서 AI 리터러시와 메타버스 리터러시 개념을 정의하고 프레임워크를 연구, 제시하여 디지털 리터러시 개념을 보다 확장하고 있다.

## 역사

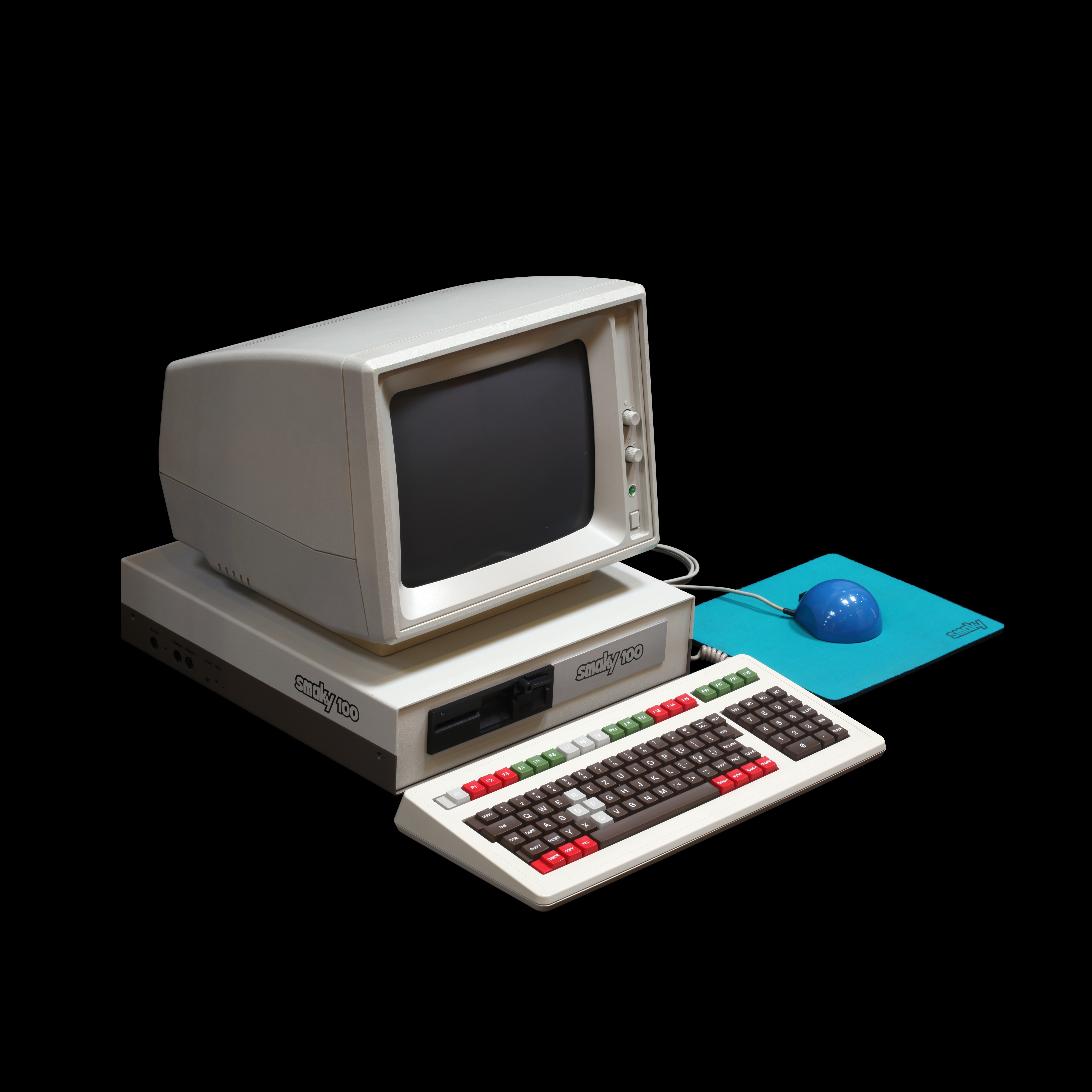
1974년 개발된 개인용 컴퓨터 스마키

전통적으로 리터러시 또는 문해력은 텍스트를 읽고 쓰는 능력을 가리켰다. 오늘날엔 읽고 쓰는 것에서 확장되어 지식과 정보에 접근하고 이를 평가, 분석, 소통하여 개인과 사회의 문제를 해결하는 능력의 의미로 쓰인다.
20세기에 들어 등장한 매스 미디어는 정보를 소통하는 새로운 양식을 개발하여 왔지만, 전통적인 리터러시와는 다른 새로운 종류의 미디어 리터러시가 필요하게 되었다. 라디오나 텔레비전 같이 새로운 미디어가 대중화 될 때마다 사람들은 새 미디어의 장단점에 대해 뜨거운 논쟁을 벌였다. 특히 텔레비전의 부정적 영향을 주장하는 사람들은 "바보상자"라거나 "붑 튜브"(Boob tube, 멍청이 상자)라고 경멸하였다. 그러나 텔레비전이 일상의 빼놓을 수 없는 환경이 되자 교육계는 텔레비전을 통한 미디어 리터러시를 도입하지 않을 수 없었다. 교육계는 개인이 텔레비전과 같은 미디어를 비판적으로 시청하고 자신의 역량으로 주어진 정보를 판단할 수 있어야 한다고 보았다.
한편 1970년대 이후 개인용 컴퓨터의 등장으로 컴퓨터의 활용이 교육의 중요한 과제로 떠올랐다. 당시의 컴퓨터 리터러시는 정보의 분석과 처리에 대한 프로그래밍 언어의 학습 등이 주류를 이루었다. 그러나 1980년대 말을 기점으로 컴퓨터의 사용은 인터넷을 통한 이메일, 정보 검색 등이 주류를 이루게 되었고 컴퓨터 리터러시 역시 홈페이지의 제작에 필요한 HTML의 습득과 같은 형태로 변화하였다. 21세기에 들어 다양한 디지털 플렛폼의 미디어가 등장하고 소셜 미디어가 활성화 되자, 너무나 많은 다양한 품질의 정보들 가운데 신뢰성 있고 효율적인 정보를 판단하고 활용하는 능력의 필요성이 추가되었다.
1997년 폴 길스터는 《디지털 리터러시》에서 “컴퓨터를 통한 넓은 범위에서의 다양한 유형의 정보를 이해하고 사용하는 능력”으로 정의한 바 있다. 이후 인터넷, 유튜브, 소셜 미디어와 같은 디지털 미디어로 둘러쌓인 오늘날에는 그에 걸맞는 디지털 리터러시의 개발이 요청되고 있다. 특히 여러 종류의 디지털 미디어는 가짜 뉴스, 필터 버블, 반향실 효과와 같은 다양한 부정적 현상이 부각되고 있어서, 주어진 정보를 다루는 각 개인의 기술 개발이 필요한 상황이다. 2017년  미국 정부는 디지털 리터러시를 폴 길스터의 정의에 더해 "정보를 평가, 사용, 창출하기 위해 디지털 기술, 커뮤니케이션 도구, 네트워크 활용 능력, 그리고 디지털 환경에서 미디어를 독해하고, 데이터와 이미지를 재생산하고, 새로운 지식을 평가하고 적용하여 효율적으로 업무를 수행할 수 있는 능력"을 추가하였다.
현대는 디지털 시대라고 말하는 미디어학 교수 르네 홉스는 디지털 리터더시의 개발을 위한 목록을 제시한 바 있다. 디지털 리터러시는 디지털 플랫폼을 통해 얻게 되는 정보에 대한 이해, 판단, 평가, 활용 등의 활동을 포괄한다. 이렇게 디지털 리터러시를 확보한 개인은 자신의 소셜 네트워크를 통해 타인에게 영향을 미치게 되며, 그 영향의 범위는 가정에서 직장, 사회, 국가까지 이를 수 있다.  따라서 디지털 리터러시는 단순히 디지털 기기를 활용한 읽고 쓰기가 아니라 정보의 제작과 업로드를 포함한 여러 종류의 미디어를 제작하고 활용하여 지식을 증진하는 활동도 포함된다.

## 학술 및 교육학적 개념

디지털 리터러시의 요소

디지털 리터러시가 다루는 학술 개념들 가운데 상당 부분은 컴퓨터 과학과 정보 기술에 걸쳐있다. 새로운 미디어의 등장 시기 마다 새로운 리터러시가 필요하게 되었지만, 디지털 시대는 타인과의 관계, 학습이나 일에 관련한 기능과 태도에서 이전의 미디어 리터러시와는 다른 기술의 습득과 문제의 해결을 필요로 한다는 점에서 차이가 있다.
교육 현장에서 디지털 리터러시는 디지털 환경을 통해 접하는 각종 정보의 이해와 그러한 정보를 생산하는 코딩 능력, 정보에 대한 분석과 활용을 아우르는 종합적 학습 분야이다. 이러한 교육을 통해 학습자는 디지털 플랫폼을 통하여 얻는 정보와 자신의 삶을 통한 경험이 전반적으로 맞닥드려지는 경험을 하게 되며 그 속에서 자기 주도적 정보 활용으로 문제를 해결하는 방안을 배우게 된다. 교육 현장에서 디지털 리터러시에 대한 학습은 디지털 기기의 작동과 활용을 가르치는 기술 교육적 측면에서 디지털 기기를 통한 정보에 접근하는 태도와 윤리가 강조되는 교육사회학적 분야로 확장되었다.
인터넷과 디지털이 대중의 삶과 밀접하게 결합하게 된 것은 21세기 이후의 일이기 때문에 디지털 리터러시 역시 21세기 기술의 하나이다. 디지털 시대에는 정보 역시 단일한 통로를 통해 확산되는 것이 아니라 다양한 통로를 통해 구성되기 때문에 시민 다원주의에 의한 다층적 삶의 세계를 이루는 것이 디지털 리터러시의 목적으로 제시되기도 한다.
대한민국의 학생들은 전통적인 개념의 문해력은 상당히 갖추어 진 것으로 평가되어 왔지만, 디지털 리터러시의 훈련은 미숙하다는 평가가 있다. 유럽의 여러 나라와 달리 대한민국은 2019년 말을 기준으로 아직 명시적인 디지털 리터러시 교육의 명시적 의무가 존재하지 않아 관련 법제에 대한 연구가 진행되는 중이다.

### 복합양식 리터러시
디지털 리터러시의 큰 특징 가운데 하나는 복합양식성이다. 디지털 플랫폼은 이전의 미디어들과 달리 텍스트, 시각 자료, 동영상 등을 하나의 페이지에서 복합적으로 구성할 수 있다. 따라서 디지털 정보에 접근한 사람은 각종의 정보를 이해하고 양식간의 변환을 시도하고, 자신의 텍스트 인식과 실천을 메타적으로 비판할 수 있어야 한다. 한편으로 디지털 플랫폼에 둘러쌓인 환경에서 사는 사람들은 하나의 기기에서 다양한 어플리케이션을 동시에 작동시킬 수도 있다. 한편에서는 브라우저로 웹사이트의 글을 읽으면서 동시에 소셜 미디어에 의견을 남기면서 음악도 함께 들을 수 있는 것이다. 이렇게 다양한 경로의 정보를 한 번에 다루는 경우의 복합양식성도 디지털 리터러시 구성에 상당한 영향을 미친다.

### 디지털 리터러시의 요소
한국교육학술정보원은 2019년 연구보고서에서 디지털 리터러시를 이루는 기능적 요소로 정보의 탐색, 분석, 평가, 활용, 관리, 소통, 추상화, 생산 및 프로그래밍을 들고 있다. 디지털리터러시협회는 기술, 데이터, 콘텐츠, 미디어, 커뮤니케이션, 커뮤니티, 웰니스의 7가지 요소를 제시하며, 미국과 유럽의 교육 당국은 데이터의 처리, 정보의 검색과 분석, 비판적 사고, 효율적인 의사 소통, 디지털 안전, 건전한 시민 의식 등을 디지털 리터러시의 요소로 파악하고 있다. 디지털 리터러시 교육의 요소는 나라와 지역마다 조금씩 차이를 보이고 있지만 크게 보아 정보와 데이터를 다루는 기술, 정보에 대한 비판적 접근과 활용, 안전과 윤리적 태도로 이루어진다. 캐나다의 브리티시 컬럼비아는 디지털 리터러시의 요소로 다음의 다음의 여섯 가지를 제시하고 있다.
| 특성                               | 세부내용 |
| ---------------------------------- | --- |
| 연구 및 정보 리터러시              | - 정보 리터러시 - 정보 처리 및 관리 |
| 비판적 사고력, 문제해결, 의사 결정 | - 앞선 기술의 맞춤 활용 능력 |
| 창의성 및 혁신성                   | - 생각과 지식의 창의적 표현 |
| 디지털 시민의식                    | - 인터넷 안전 - 프라이버시 및 보안 - 관계 및 소통 - 사이버불링 - 디지털 지문 및 평판 - 자기 이미지 및 정체성 - 지적자산 공유 및 보호 - 법적, 윤리적 책임의식 - 기술을 향한 균형잡힌 태도 - 사회에서 ICT의 역할에 대한 이해와 인식 |
| 의사소통 및 협동                   | - 커뮤니케이션 및 협업 |
| 기술 활용 및 개념                  | - 일반적인 지식 및 기능적 기량 - 일상 생활에서 활용 - 정보에 근거한 의사 결정 - 자기 발전을 위해 기술의 적절한 사용 - 디지털 기술에 대한 학습과 디지털 기술을 활용한 학습                                                         |

### 사회 교육
학교 교육 뿐만 아니라 기능의 습득을 위한 평생 교육, 컨텐츠의 생산, 직업 교육, 기업가 교육 등의 분야에서 디지털 리터러시에 대한 교육이 이루어지고 있다.

#### 디지털 기능 교육
2013년 네덜란드 열린 대학은 디지털 기능 교육에 대하여 다음과 같은 분야를 제시하였다.
- 디지털 기기를 사용할 수 있는 일반적 기능의 습득
- 일상 생활에서 디지털 기기를 능숙하게 사용할 수 있는 기능의 습득
- 자신의 직업에서 정보기기를 활용하여 생산적인 활동을 할 수 있는 기능의 습득
- 디지털 환경에 접근하여 다른 사람과 상호 의견을 교환하고 소통하는 기능의 습득
- 디지털 기기를 사용하여 정보를 수집하고 분석하고 판단할 수 있는 능력의 습득
- 개인 정보를 보호하고 디지털 안전을 유지할 수 있는 능력의 습득
- 정보 기기를 사용하면서 법규와 윤리를 따르는 태도의 습득
- 디지털 기기를 사용하면서 균형잡힌 시각과 태도를 유지하는 태도의 습득
- 정보 기기의 사회적 역할을 이해하고 디지털 컨텍스트를 활용하는 태도의 습득
- 디지털 기술에 대해 배우고 부상하고 있는 기술을 탐구
- 주어진 디지털 기술과 관련된 보다 일반적인 기술의 인식
- 자기요능감의 확보를 통한 자신감으로 자신의 직업에서 디지털 기술을 활용한 생산성 향상

#### 디지털 글쓰기
사우스미시시피 대학교의 수잔 맥키와델은 다양한 양식의 정보를 모아 디지털로 저작물을 만들 때 해당 주제에 대한 이해도가 높아진다는 연구결과를 발표하였다. 이전의 글쓰기와 달리 상호 참조가 가능한 디지털 시대의 글쓰기는 쓰고 발표하고 읽는 환경 자체를 바꾸었다. 디지털 글쓰기는 리포트 작성과 같은 기존의 글쓰기 교육에 비해 보다 높은 수준의 결과물을 만들어 낼 수 있다.
디지털 글쓰기의 매체로는 하이퍼텍스트나 LaTeX가 있다. 전통적인 인쇄물이 독자에게 선형적 흐름을 만들어 낸다면 하이퍼텍스트와 같은 디지털 글쓰기는 하이퍼링크로 연결되어 비선형적 흐름을 만든다. 대표적인 사례로 위키백과를 들 수 있다. 위키백과와 같은 디지털 텍스트는 독자가 언제든지 링크된 다른 주제를 참조할 수 있게 하면서 서로 연결된 정보의 다발을 제공한다. 한편, 이러한 디지털 텍스트를 작성하는 필자도 무엇을 연결하고 어떤 것은 연결하지 않을 것인가를 판단하여야 한다.

#### 직업 교육
미국은 2014년 〈노동력 혁신기회법〉을 통해 디지털 리터러시를 노동자가 준비해야할 기술로 규정하였다. 오늘날 대부분의 노동자들은 업무에서 디지털 기기를 다루어야 하기 때문이다. 이러한 노동자의 디지털 리터러시는 경제 활동의 근간으로 여겨지고 있으며 많은 직업이 컴퓨터와 인터넷 플렛폼에 대한 이해와 조작 기능을 요구하고 있어서, 화이트 칼라만 정보 기기를 다루면 되는 이전과는 다른 상황이 되었다. 이러한 상황은 유럽 역시 마찬가지로 고용 시장에서 디지털 리터러시는 중요한 조건이 되었다.
디지털 기술을 이용한 공정이 보다 값싸지고 이미 완비된 경우가 많아졌기 때문에 블루 칼라 직업군도 디지털 기기를 다루는 기능이 중요시 되고 있다.    공장 자동화부터 건축 공사 현장에 이르기까지 컴퓨터가 쓰이지 않는 곳은 거의 없다.

#### 기업가 교육
생산성 향상을 위해 디지털 리터러시가 필요한 것은 노동자 뿐만이 아니다. 기업가 역시 변화하는 환경에 맞추어 디지털 리터러시를 갖추어야 한다. 특히 모험적인 분야에서 새로 창업한 기업이라면 이후의 성장을 위해 디지털 리터러시는 필수 요소가 되었다. 기업가는 새로운 종류의 재화와 용역을 발굴하고 이를 생산, 판매하는데 디지털 기기나 이를 이용한 인프라를 구축해야 하고 물리적 생산물이건 디지털 컨텐츠이건 아니면 인터넷으로 공급되는 서비스이건 디지털 환경에서 관리가 필요하다.
2020년 IEEE 저널에 발표된 연구에서 기업가가 갖추어야 할 디지털 리터러시는 인식, 사회 환경, 기술 정보의 세 분야에서 기초 활용, 적용, 개발, 변형 활용의 네 등급의 단계로 구분된 바 있다. 가장 기초적인 기능으로는 기업가가 디지털 기기에 접속하여 디지털 안전과 필요한 정보의 수집에 균형을 유지하는 것이고 가장 높은 단계로는 스스로의 디지털 리터러시를 활용하여 다양한 디지털 기술로 생산성을 향상시키는 것이다.

### 정보 격차

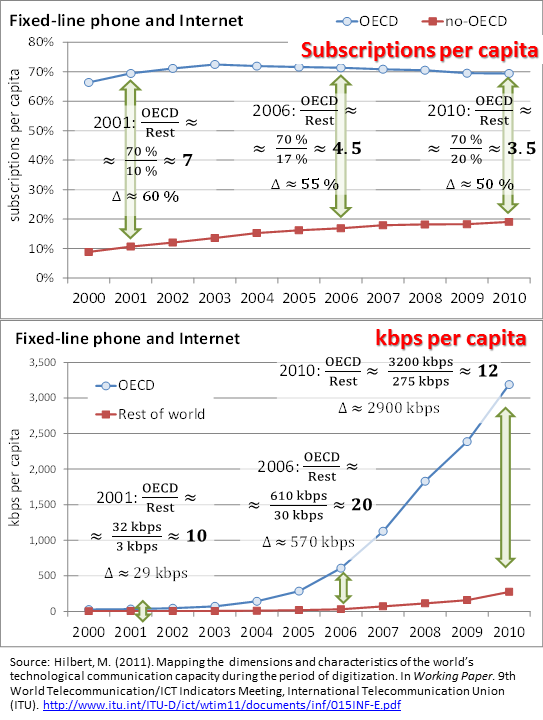
유선전화(위쪽 그래프)와 달리 OECD국가와 나머지 국가들 사이의 인터넷 인프라 격차(아래쪽 그래프)는 해마다 벌어지고 있다

디지털 환경이 21세기의 주요 특징이 되면서 정보 격차는 세계적인 문제가 되고 있다. 한 나라 안에서도 세대와 성별, 계층에 따른 정보 격차가 존재한다. 대한민국의 경우 정보취약계층으로 분류되는 장애인, 저소득층, 농어민, 고령층의 디지털 정보화 수준은 그렇지 않은 사람들에 비해 72.9 %로 평가되었다. 계층에 따른 아동의 정보 격차는 이들의 미래를 생각할 때 심각한 사회 문제로 발전할 수 있다.
정보 격차의 문제 역시 예전엔 디지털 기기의 사용에 대한 문제가 주로 부각되어 왔다. 하지만 요즘엔 디지털 활용과 관련한 리터러시 문제가 중요시 되고 있으며 정보 격차에는 정보를 원하지만 디지털 플랫폼에 접근할 수 없는 경우와 예전의 미디어 환경을 고수하는 생활로 정보 자체를 원하지 않는 문제가 있다. 특히 노년층의 경우 생애 대부분을 디지털 환경과 동떨어져 살아오다가 노년에 들어 전혀 새로운 정보 환경에서 살면서 정보의 접근, 분석, 비판 등에 취약한 모습을 보인다.  이 때문에 디지털 리터러시 교육은 학교 교육 뿐만 아니라 시민 사회의 역량을 기르는 평생 학습의 영역에서도 다루어 지고 있다.
정보 격차는 선진국 내에서도 계층간 소득 불평등의 원인으로 작용하며 세계 전체에서도 인터넷을 비롯한 디지털 플랫폼의 격차가 각국의 경제 발전 격차로  이어진다. 국제전기통신연합과 세계은행 등의 국제 기구는 세계의 지역간 정보 격차를 해소하는 국제적 협력 사업을 진행 중이지만, 아직은 인프라를 확충하는 사업에 중점을 두고 있어 리터러시의 확보를 위한 국제 협력은 민간 단체가 중심을 이루고 있다.

### 디지털 안전과 시민 의식
디지털 플랫폼은 개인 정보, 각종 플랫폼의 계정 정보, 온라인 거래 정보와 같이 누출되었을 경우 개인에게 큰 피해를 줄 민감한 정보로 가득하다. 그러나 디지털 리터러시가 부족한 개인은 이러한 정보를 부적절하게 취급하여 해킹과 같은 피해를 입을 수 있다. 영국의 비영리단체 차일드넷은 어린이들이 온라인 상에서 디지털 발자국을 보다 긍정적으로 관리하는 5 가지 방안을 제시한 바 있다.
- 스스로를 검색해 볼 것: 온라인에서 자신을 검색하여 어떠한 내용이 노출되는 지 확인한다. 페이스북이나 트위터 같은 소셜 미디어에 작성한 내용이 부적절하게 이용되고 있다면 해당 내용을 지우는 것이 좋다.
- 개인 정보 관리: 자신이 이용하고 있는 소셜 미디어의 개인 정보 공개 수준을 점검하고 민감한 정보는 지우거나 비밀로 하여야 한다.
- 쓰기 전에 생각하기: 무엇이건 쓰기 전에 그 내용이 어떤 영향을 줄 지 생각하여야 한다.
- 비활성화와 삭제: 어떤 플랫폼을 오랫 동안 사용하지 않게 되면 방치하지 말고 계정을 비활성화 시켜야 한다. 올렸던 내용도 되도록 지우는 게 좋다.
- 긍정적인 디지털 발자국 남기기: 디지털 플랫폼에 올려진 글들은 아주 오랫동안 남아 있기 때문에 긍정적인 활동을 하는 것이 좋다.

디지털 시대는 사이버 불링과 같은 새로운 폭력이 생겨나고 있다. 특히 익명성을 보장하는 공간에서 혐오와 차별을 공공연히 드러내는 사람들이 특정 인물이나 단체를 비방하기도 한다. 디지털 리터러시 교육은 이러한 사이버 폭력을 예방하고 피해가 발생할 때 대처할 수 있는 방법을 알려주어야 한다. 이상적인 디지털 리터러시 학교 교육은 학생이 미디어 이용자에서 생산자로 성장하면서 건전한 디지털 시민성을 획득하는 것이다.

### 원격 수업
교육 자체가 디지털 플랫폼에 의해 원격으로 진행되기도 한다. 21세기에 들어 교육과정 자체가 인터넷 강의로 진행되고 있는 사이버 대학교가 생겨났고 코로나19 범유행 이후 각급 학교 역시 온라인 원격 수업을 실시하고 있다. 원격수업은 학습자가 처한 정보 격차와 개인의 디지털 리터러시 정도에 따라 학습 효과도 격차가 크다는 특징이 있어 디지털 리터러시에 대한 교육이 더욱 중요한 과제로 부각되고 있다.

## 사회 속 디지털 리터러시

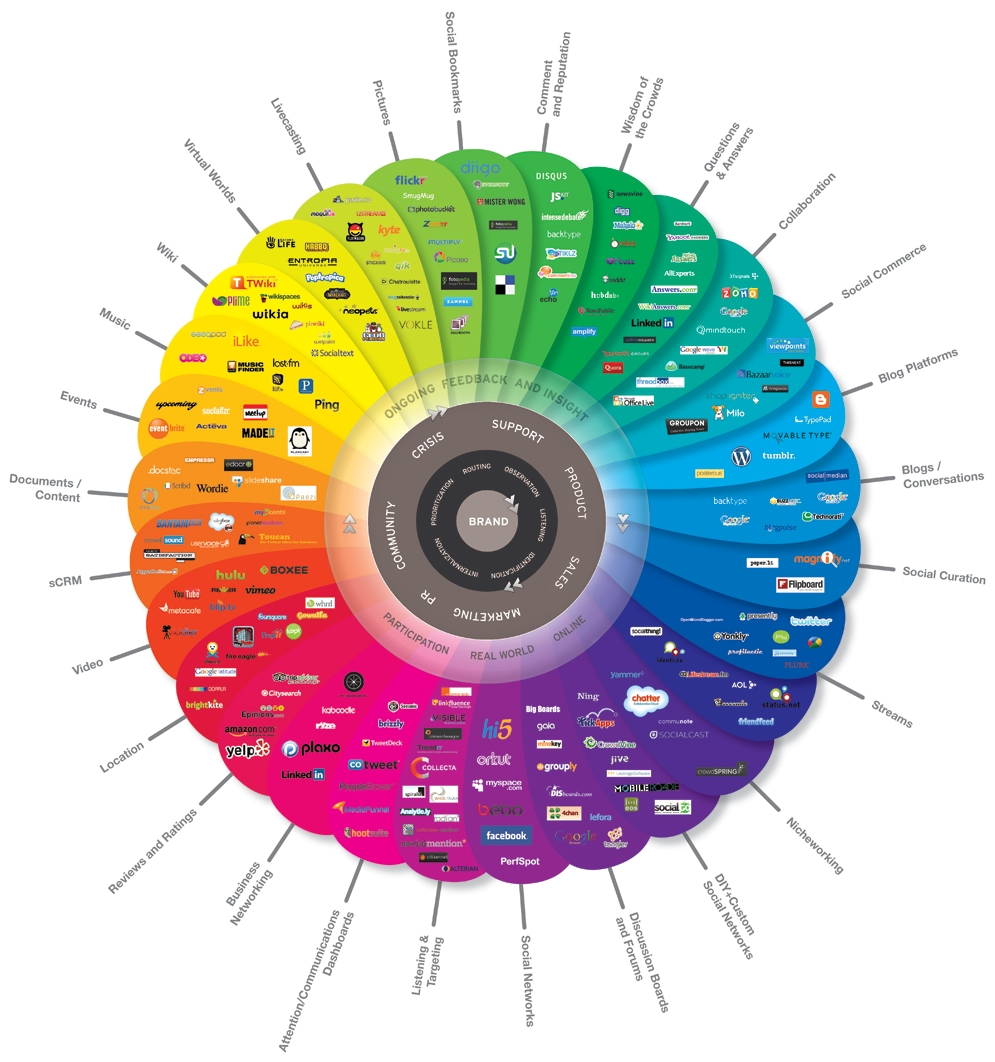
디지털 플랫폼 다이어그램, 현대의 개인은 온갖 종류의 디지털 플랫폼과 연결되어 있다.

현대 사회에서 사람들은 소셜 미디어, 웹 2.0과 같은 다양한 디지털 플랫폼의 이용부터 재화와 용역의 구매에 이르기까지 삶의 다양한 부분을 디지털에 의존하고 있다. 따라서 각 개인 역시 스스로 디지털 리터러시를 확보할 필요성이 있다. 이러한 디지털 리터러시는 교육 현장에서 다루어지는 정보의 탐색과 분석, 활용에 대한 능력에서부터 스스로 생산하는 사진과 동영상 등의 편집을 위한 기술의 습득, 이메일 사기나 피싱, 신원 도용과 같은 범죄 피해의 예방에 이르기까지 다양한 분야에서 필요하다.
소셜 미디어의 급격한 확장은 사람들의 연결과 소통 방식을 바꾸었다. 페이스북이나 트위터 같은 관계망 서비스나 블로그와 같은 개인 웹사이트는 기존의 저널리즘이 다루지 않았던 보다 개별적이고 세부적인 주제를 해당 컨텐츠에 접근할 수 있는 전 세계의 사람들을 대상으로 전달한다. 이러한 온라인 커뮤니티들은 상호 작용을 통해 개인들이 실제의 생활과는 별개인 디지털 정체성을 부여한다  따라서 적절한 디지털 리터러시의 형성이 없으면 그의 디지털 정체성의 형성에도 부정적 영향을 미친다.
그간의 연구들은 교육 정도, 계층, 젠더의 차이에 따른 정보 격차가 있음을 보여준다. 노인층은 디지털 플랫폼의 접근 자체에 어려움을 겪는 것과 달리 청년 층은 디지털 플랫폼의 접근과 사용에는 무척 익숙하지만 주어진 정보를 비판적으로 파악하는 것에는 취약함을 보였다. 폴란드의 국가지식부에서 실시한 조사에서 부모의 디지털 리터러시 정도는 어린 자녀의 디지털 리터러시 수준에 영향을 준다는 결과를 얻었다. 특히 디지털 안전과 부정적인 디지털 공간의 사용에 대한 예방은 부모의 디지털 리터러시 정도와 큰 관련이 있었다.

### 참여 격차
미국의 미디어 이론가 헨리 젠킨스는 참여 격차를 디지털 리터러시 형성의 장애 요소로 제시하면서 디지털 플랫폼의 접근이나 활용도를 비교하는 정보 격차외에도 또 다른 문제가 있다고 여긴다. 젠킨스는 미국과 같은 나라에서는 대부분의 사람들이 인터넷에 접속할 수 있지만 그 가운데는 참여 정도에 격차를 보이는 사람들이 있다고 지적한다. 단순히 참여에 필요한 기술이 부족한 경우도 있겠지만 그 보다는 미디어에 대한 수용도가 더 크게 작용한다. 학교와 도서관에서만 인터넷에 접속하는 학생과 집을 포함한 일상에서 인터넷에 접속하는 학생은 디지털 리터러시의 형성에 차이를 보였다.
참여 격차의 해소와 디지털 플랫폼의 접근을 주장하는 사람들은 디지털 시민권이라는 개념으로 개인이 디지털 환경에 참여할 수 있는 권리를 주장하고 있다.

### 디지털 권리

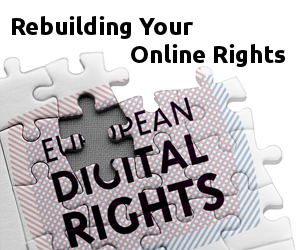
디지털 권리는 여전히 보장 범위와 규제 정도를 놓고 이견이 있다.

디지털 권리는 개인의 자유권 가운데 하나로 다양한 기술과 미디어를 통해 디지털 플랫폼을 사용할 수 있는 개인적 권리이다. 디지털 권리는 정부의 보장과 규제 정도 뿐만 아니라 서비스를 제공하는 각 기업의 정책에 따른 제한 등도 관여하는 다층적 구조로 이루어져 있다. 세계 대다수의 지역은 디지털 권리를 지지하고 있지만 중국의 만리방화벽과 같은 사례처럼 국가의 통제를 우선시 하는 국가들도 있다.
한편 딥페이크를 이용한 범죄와 같은 표현의 자유 남용 문제도 있어서 디지털 권리의 허용 범위와 규제 정도는 여전히 완전히 정리되지 않고 있다. 전통적으로 여러 가지 권리와 의무 사항으로 나뉘어 져 있던 개념들이 디지털 권리와 크고 작게 겹치면서 얽혀 있다는 것도 디지털 권리를 정리하는 데 어려움을 준다. 표현의 자유 외에도 알 권리, 정보접근권, 자기정보통제권, 정보문화향유권, 사생활의 비밀과 자유, 통신의 자유와 같은 다양한 개념들이 디지털 권리와 관련이 있다.
디지털 시대에서는 플랫폼과 컨텐츠 모두 쉽게 복제할 수 있기 때문에 어디까지가 정당한 사용이고, 어디부터 저작권을 어긴 것인지에 대해서도 서로의 입장이 다르다. 디지털 리터러시의 입장에서 보면 정보의 정당한 획득과 활용이 모두 중요한 요소가 된다. 흔히 복붙이라 부르는 정보의 무단 도용, 민감간 개인 정보의 사용 등 역시 디지털 권리의 침해에 해당한다.
대한민국 정부는 2023년 9월 25일 '디지털 공동번영사회의 가치와 원칙에 관한 헌장'인 디지털 권리장전을 발표했다. 디지털 대전환 시대에 세계를 선도할 수 있는 보편적 디지털 규범의 기본방향을 마련하고, 국가적 차원의 기준과 원칙을 제시하는 것을 목표로 한다. 기본원칙, 디지털 환경에서의 자유와 권리 보장, 디지털에 대한 공정한 접근과 기회의 균등, 안전하고 신뢰할 수 있는 디지털 사회, 자율과 창의 기반의 디지털 혁신의 촉진, 인류 후생의 증진의  총 6개 장, 28조항으로 구성되어 있다.

## 세계적 영향
국제연합은 2030 지속가능한 개발 목표의 4.4.2 항에 성인의 디지털 리터러시 교육을 직업 기회 제공과 경제 성장의 주요 사안으로 밝혔다. 글로벌 디지털 리터러시 위원회, 디지털 정보 연합과 같은 국제 단체도 세계의 디지털 리터러시 향상을 위한 프로그램을 시행하고 있다. 유네스코 역시 회원국을 대상으로 디지털 리터러시 교육을 위한 프로그램을 마련하여 디지털 기기에 대한 기능과 디지털 정보에 대한 활용 교육을 지원한다. 유네스코의 Sustainable Development Goals(SDGs)에서는 디지털 문해역에 대해 직장 업무에 디지털 기술로 안전하고, 적절하게 정보 접근, 관리, 통합, 평가 및 창조할 수 있는 능력을 역량으로 표기하였다.
디지털 정보 격차는 21세기 경제 성장에도 악영향을 미친다는 판단으로 2018년 미국 의회의 상원 대외관계 위원회는 외국에 대한 디지털 리터러시 지원을 위한 들로벌 액세스 정책법을 제정하였다.
필리핀 교육부는 2008년 디지털 리터러시를 핵심 교육 과제로 삼았고 2011년 남아프리카 언어 및 응용언어학회는 남아프리카 대학교의 학생들의 디지털 리터러시 습득을 중요 과제로 제시하였다.

## 디지털 리터러시 검사
ICILS 2018의 검사 프레임은 ICT 요소로 구성되었던 기존의 프레임을 확장하여 컴퓨터‧정보 소양과 컴퓨팅 사고력의 두 가지 대영역으로 설정하였다. 컴퓨터 정보 소양의 평가틀은 4개 주요영역, 8개 하위요소, 컴퓨팅 사고력의 평가틀은 2개 주요영역, 5개 하위요소로 다음과 같이 구성하였다. 미국과 캐나다를 중심으로 디지털 리터러시 교육이 활발하게 진행되면서 여러 가지 온라인 검사도 시행되고 있다. 해외 온라인 기반 디지털 리터러시 검사 사이트를 살펴보면 [필수 컴퓨터 능력, 필수 소프트웨어 능력, 생활에서 기술 사용을 측정할 수 있는 'Northstar Online Digital Literacy Assessment' ] 검사와 [ISTE 표준에 따른 문항으로 5-8학년 수준, 교사 매뉴얼 포함, 교사 대시보드 제공하는 'Digital Literacy Assessments ISTE.org 보관됨 2021-03-06 - 웨이백 머신']에서 디지털 리터러시 교육과정에 따른 검사도구로 개발되어 있다. 국내에서는 디지털리터러시협회가 운영하는 DIQ(Digital Intelligence Quotient) 검사가 있다.

## 같이 보기
- 컴퓨터 소양
- 데이터 리터러시
- 미디어 리터러시

## 참고 문헌
- Vuorikari, R., Punie, Y., Gomez, S. C., & Van Den Brande, G. (2016). DigComp 2.0: The Digital Competence Framework for Citizens. Update Phase 1: The Conceptual Reference Model (No. JRC101254). Institute for Prospective Technological Studies, Joint Research Centre. https://ec.europa.eu/jrc/en/digcomp and https://ec.europa.eu/jrc/en/publication/eur-scientific-and-technical-research-reports/digcomp-20-digital-competence-framework-citizens-update-phase-1-conceptual-reference-model
- Janssen, José; Stoyanov, Slavi; Ferrari, Anusca; Punie, Yves; Pannekeet, Kees; Sloep, Peter (October 2013). “Experts' views on digital competence: Commonalities and differences”. 《Computers & Education》 68: 473–481. doi:10.1016/j.compedu.2013.06.008.
- 김성우 엄기호, 《유튜브는 책을 집어삼킬 것인가》, 따비, ISBN 978-89-9843-979-8